# Fundbook
株式会社fundbook（ファンドブック）は、東京都港区に本社拠点を置く日本の独立系M&A仲介企業。
株式会社BuySell Technologiesの創業者でもある畑野幸治が2017年8月7日に設立した。設立6期目となる2022年度決算での売上高は50.6億円。

## 概要
2017年3月、株式会社BuySell TechnologiesのM&A事業部として創業。同年8月、BuySell Technologies社からスピンアウトし、同社の代表取締役であった畑野が代表に就任する形で設立した。
主要事業は日本の中堅・中小企業を対象としたM&A仲介業。特徴としてプラットフォームを活用したマッチングと、担当アドバイザーによるM&A実務のサポートを組み合わせた「ハイブリッド型M&A仲介サービス」を提供している。
また、1人のアドバイザーが初期相談から成約までを行う一般的なM&A仲介の業態に対し、fundbookは一連の業務を複数の部門で分業する独自の体制を構築しており、この体制を「特化型分業戦略」と称している。
従来の業態ではアドバイザー個人の能力に成否大きく依存するため、これを解決するべく前述のビジネスモデルを導入しているとのこと。

## 拠点
- 東京本社 〒105-0001東京都港区虎ノ門1-23-1 虎ノ門ヒルズ森タワー25F
- 大阪支社 〒530-0001大阪府大阪市北区梅田2-4-9 ブリーゼタワー13F

## 沿革
- 2017年3月 M&Aプラットフォーム事業開始
- 2017年8月 株式会社FUNDBOOK設立
- 2017年10月 虎ノ門ヒルズへオフィス移転
- 2018年5月 第三者割当増資を実施
- 2018年7月 M&AプラットフォームFUNDBOOKリリース
- 2019年2月 東京支社を新設
- 2019年3月 第三者割当増資を実施
- 2019年11月 大阪支社を新設
- 2021年7月 商号を株式会社fundbookに変更・ブランドロゴ刷新
- 2021年12月 本社・東京支社を統合、拡大移転
- 2023年6月 大阪支社をブリーゼタワーへ移転
- 2024年4月 代表取締役に森山智樹、渡邊和久が就任
- 2024年12月 株式会社チェンジホールディングスの完全子会社に[8]

## 関連出版物
- M&Aという選択（プレジデント社）－畑野 幸治　ISBN 978-4833422475, 4833422476
- 「創業者利益の確保＆会社の持続的な成長を両立『成長戦略型段階的M&A』」－畑野 幸治　ISBN 978-4344932203